# Hans-Jürgen Massaquoi
Hans-Jürgen Massaquoi (* 19. Januar 1926 in Hamburg; † 19. Januar 2013 in Jacksonville, Florida) war ein deutsch-US-amerikanischer Journalist und Schriftsteller.

## Leben und Wirken
Hans-Jürgen Massaquoi wurde 1926 in Hamburg als afrodeutscher Sohn der deutschen Krankenschwester Bertha Baetz und des aus Liberia stammenden und in Dublin studierenden Al Haj Massaquoi geboren. Sein Großvater väterlicherseits war Momolu Massaquoi, Generalkonsul von Liberia in Hamburg und erster Diplomat aus einem afrikanischen Land in Deutschland. Daneben war Momolu Massaquoi als Momolu IV. König des Volkes der Vai. Über seinen Vater und Großvater war Hans-Jürgen Massaquoi ein direkter Nachfahre von König Siaka Massaquoi.
Nach dem Leben in der Villa des Großvaters zog Massaquoi mit seiner Mutter in ein Arbeiterviertel nach Hamburg-Barmbek-Süd. Hier lernte er, auch Missingsch und Platt zu sprechen. Seine Kindheits- und Jugenderlebnisse in Hamburg beschreibt er in der Autobiografie Neger, Neger, Schornsteinfeger!, die auch verfilmt wurde. In der Zeit des Nationalsozialismus hatte er viel unter Diskriminierungen und Vorurteilen zu leiden. Gemäß der nationalsozialistischen Ideologie galt er als Nicht-Arier und „rassisch minderwertig“. Aus diesem Grunde wurde ihm der Besuch einer weiterführenden Schule verwehrt und er machte eine Ausbildung in der Schmiedewerkstatt eines Bekannten. In die HJ wurde er nicht aufgenommen und beim Versuch, sich während des Zweiten Weltkriegs freiwillig zur Wehrmacht zu melden, wurde er mit rassistischen Beleidigungen zurückgewiesen. Eine planmäßige Verfolgung und Deportation Afrodeutscher fand in der Zeit der nationalsozialistischen Diktatur nicht statt, daher überlebte er diese Zeit.
Nach Kriegsende lebte er 1948 zunächst in Monrovia bei seinem Vater Al Haj Massaquoi, später bei seiner Tante Fatima und seinem Halbbruder Morris. Seine liberianische Familie war in politische Intrigen verwickelt, weshalb Massaquoi das Land wieder verließ und 1950 in die USA ging, wo Verwandte von ihm lebten. Er diente zwei Jahre lang als Fallschirmjäger und kämpfte im Koreakrieg. Später wurde er US-amerikanischer Staatsbürger.  In seinem zweiten Buch Hänschen klein, ging allein … beschreibt er unter anderem seine Erlebnisse als GI in der United States Army und seinen Lebensweg in den USA. Nach einem Studium war Massaquoi viele Jahre Chefredakteur der afroamerikanischen Zeitschrift Ebony. Er interviewte unter anderem Martin Luther King, Malcolm X, Nnamdi Azikiwe, Muhammad Ali (mit dem er befreundet war), Jimmy Carter und Walter Scheel.

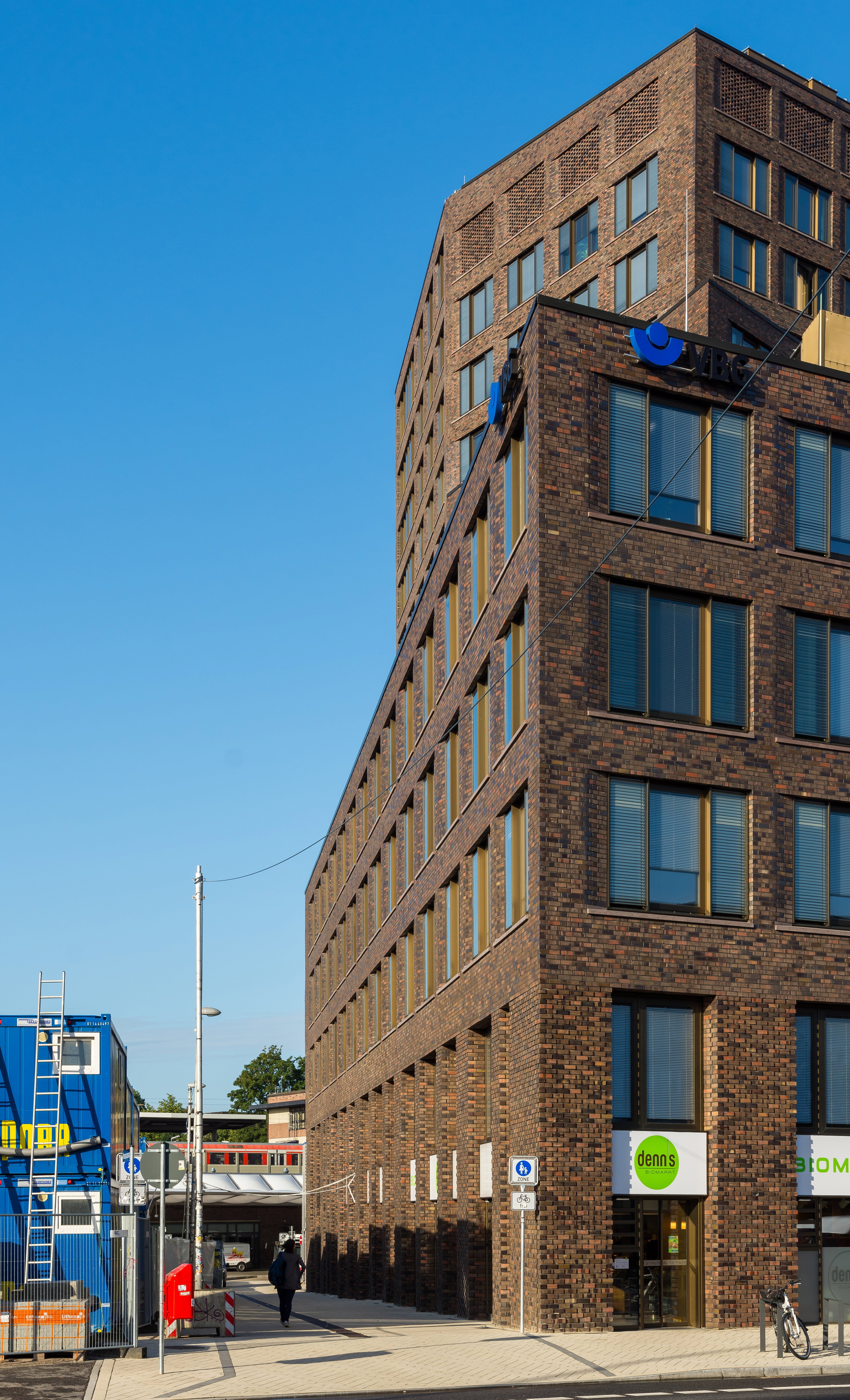
Massaquoi-Passage in Barmbek, Blick von der Drosselstraße

Massaquoi kam 1966 erstmals wieder und danach regelmäßig zu Lesungen und Talkshow-Auftritten nach Deutschland, das er stets als seine „Heimat“ bezeichnete. Er sprach auch im Alter noch perfekt Deutsch und Niederdeutsch. Mit seinem Hamburger Jugendfreund, dem Schriftsteller Ralph Giordano, war er bis zu seinem Tod befreundet. In dessen autobiografischem Roman Die Bertinis tritt er in der Figur des Micky auf. Seine Tante war die Liedermacherin und Friedensaktivistin Fasia Jansen, drei Jahre jünger als Hans-Jürgen und uneheliches Kind von Großvater Momolu und einer deutschen Konsulatsangestellten. Bis zum Tod seiner Tante 1997 wusste Massaquoi nichts von ihrer Existenz, obwohl beide in Hamburg aufgewachsen waren.
Im Oktober 2006 zeigte das ZDF die Fernseh-Adaption Neger, Neger, Schornsteinfeger! mit Luka Kumi, Steve-Marvin Dwumah und Thando Walbaum als Hans-Jürgen in den verschiedenen Altersstufen und Veronica Ferres als seiner Mutter. In den USA tritt die Schauspielerin Whoopi Goldberg bislang erfolglos für eine Verfilmung des Buches ein.
Massaquoi starb an seinem 87. Geburtstag. Er hinterließ zwei Söhne. Anfang 2017 wurde in Hamburg-Barmbek-Nord die neue Fußgängerpassage zwischen dem Bahnhof Barmbek und der Drosselstraße nach ihm benannt.

## Publikationen
- Destined to Witness. 1999 – als deutsche Übersetzung: Neger, Neger, Schornsteinfeger! Meine Kindheit in Deutschland. 1. Auflage, Fretz und Wasmuth Verlag, Bern 1999, ISBN 3-502-11940-6; Taschenbuchausgabe: Fischer-Verlag, Frankfurt 2008, ISBN 978-3-596-18029-5.
- Hänschen klein, ging allein … Mein Weg in die Neue Welt. Scherz, Frankfurt am Main 2004, ISBN 3-502-10460-3.